# Гробница са спомеником Тодору Станковићу
Гробница са спомеником Тодору Станковићу налази се на Старом нишком гробљу, на територији општине Палилула. Споменик организатору и учеснику ослободилачких акција против Турака, подигнут је после 1925. године.

## Историја
Тодор Станковић, пореклом из трговачке породице, по завршетку основне школе одлази у Београд где завршава Вишу богословску школу и постаје учитељ. У Призрену је 1871. године радио на издавању листа, који је излазио на турском и српском језику. Фебруара 1874. године са Николом Рашићем оснива тајну револуционарну нишку организацју. Учествовао је у првом Српско-турском рату 1877-1878. године. Крајем децембра 1877. године, нишком паши однео је ултиматум српске војске о предаји Ниша. Након турске предаје у ослобођеном Нишу поставио је српску заставу на Тврђави.
После ослобођења био је народни посланик, окружни начелник и српски конзул у Приштини, Скопљу, Битољу и Солуну. Учесник је свих ратова од 1876. до 1918.

## Споменик културе
Гробница са спомеником Тодору Станковићу регистрована је у Непокретна културна добра на територији општине Палилула, града Ниша.
На основу одлуке Извршног савета Скупштине општине Ниш, 1983. године додаје се на списак Завода за заштиту споменика културе у Нишу и заведена је као непокретно културно добро: споменик културе.